# 亘理町立荒浜中学校
亘理町立荒浜中学校（わたりちょうりつ あらはまちゅうがっこう）は、宮城県亘理郡亘理町荒浜にある公立中学校。

## 概要
宮城県の南東部、亘理郡の北東部に位置し、東は太平洋に面し、西は阿武隈山地に接する。北には阿武隈川が流れ南には潟湖である鳥の海があり、温暖で自然に恵まれた風光明媚な地域にある。平成23年3月11日に発生した東北地方太平洋沖地震で津波により、一階天井までが浸水する被害を受け、2014年に完成した校舎は、1階部分が柱だけの構造となっている。

## 教育目標
自分で考え、判断し、実行できる心豊かな生徒の育成
- 創造力のある生徒
- 友愛のもてる生徒
- 勤労意欲のある生徒[3]

## 沿革
- 1947年（昭和22年）4月1日 荒浜町立荒浜中学校として開校。生徒数382名[4]。
- 1951年（昭和26年）4月3日 新校舎落成。生徒数425名。
- 1954年（昭和29年）3月13日 校歌制定。作詞:扇畑忠雄、作曲:福井文彦
- 1955年（昭和30年）2月1日 町村合併により亘理町立荒浜中学校となる。生徒数419名。
- 1966年（昭和41年）10月1日 亘理町一周駅伝競走大会優勝。生徒数492名。
- 1973年（昭和48年）9月1日 学校給食開始。生徒数294名。
- 1984年（昭和59年）2月20日 新校舎落成。生徒数224名。
- 2011年（平成23年）3月11日 東日本大震災により校舎損壊。生徒数145名。
- 2011年（平成23年）4月25日 逢隈中学校を仮校舎として再開。生徒数101名。
- 2014年（平成26年）8月5日 新校舎に移転。

## 学区
荒浜小学校の通学区域、逢隈高屋字中原、同字前原、同字北原、同字新釜、同字鳥屋崎、荒浜字我妻の一部、同字星の一部。

## 所在地
- 〒989-2311 宮城県亘理郡亘理町荒浜字東木倉70-1

## アクセス
- 仙台東部道路・常磐自動車道・亘理ICより6km
- JR東日本・常磐線・亘理駅より5.3 km